# Deutsche Turnmeisterschaften 2016
Die Deutschen Turnmeisterschaften 2016 wurden am 25. und 26. Juni in Hamburg ausgetragen.

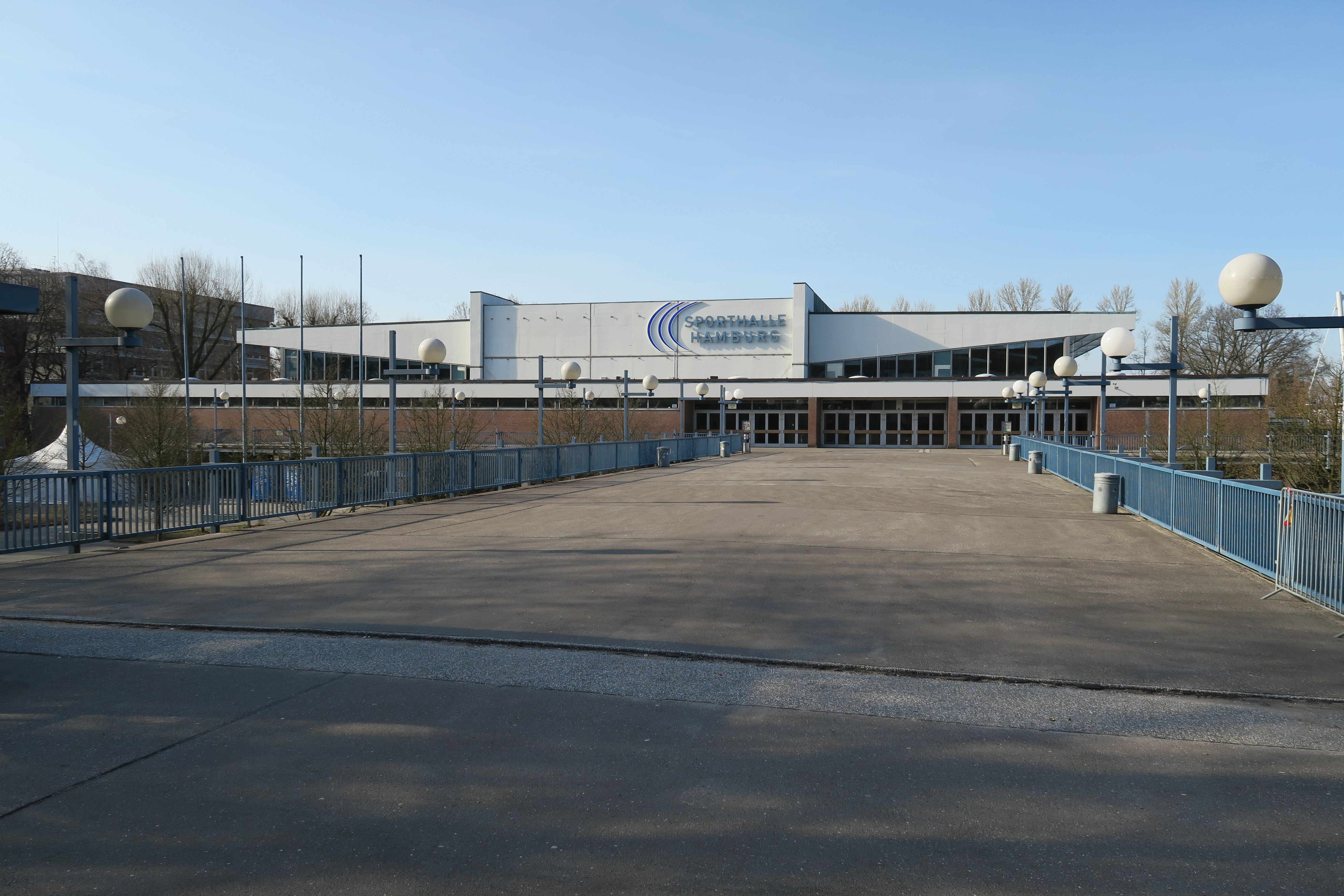
Sporthalle Hamburg

Austragungsort war die Sporthalle Hamburg, Ausrichter der Verband für Turnen und Freizeit in Hamburg (VTF). Den Rahmen bildeten die Feierlichkeiten anlässlich 200 Jahren Hamburger Turnerschaft von 1816.
Deutscher Mehrkampfmeister der 83. Deutschen Meisterschaften der Männer wurde Andreas Toba vom Turn-Klubb Hannover, den Titel im Mehrkampf der 76. Deutschen Meisterschaften bei den Frauen gewann Sophie Scheder vom TUS Chemnitz-Altendorf.
Gleichzeitig dienten die Deutschen Turnmeisterschaften 2016 zur nationalen Qualifikation der Turner für die Olympischen Sommerspiele 2016 in Rio de Janeiro/Brasilien im August.

## Wettbewerbe der Herren

### Mehrkampf
| Platz            | Name                  | Verein                   | LTV | Boden (SG)   | Pauschenpferd (SG) | Ringe (SG)   | Sprung (SG)  | Barren (SG)  | Reck (SG)    | Punkte |
| ---------------- | --------------------- | ------------------------ | --- | ------------ | ------------------ | ------------ | ------------ | ------------ | ------------ | ------ |
| 1                | Andreas Toba          | Turn-Klubb zu Hannover   | NI  | 14,500 (5,7) | 14,750 (6,0)       | 15,050 (6,4) | 15,200 (5,6) | 14,600 (6,1) | 14,350 (6,4) | 88,450 |
| 2                | Marcel Nguyen         | TSV Unterhaching         | BY  | 14,650 (6,0) | 13,100 (5,0)       | 15,300 (6,4) | 13,300 (5,6) | 15,800 (6,9) | 14,650 (6,5) | 86,800 |
| 3                | Philipp Herder        | Sportclub Berlin         | BE  | 14,450 (6,2) | 14,400 (5,8)       | 14,650 (6,0) | 14,000 (5,2) | 15,200 (6,4) | 13,350 (5,4) | 86,050 |
| 4                | Lukas Dauser          | TSV Unterhaching         | BY  | 14,300 (6,1) | 12,650 (5,6)       | 14,250 (5,9) | 14,100 (5,6) | 15,700 (6,7) | 14,200 (5,8) | 85,200 |
| 5                | Andreas Bretschneider | KTV Chemnitz             | SC  | 14,700 (6,0) | 11,900 (4,3)       | 14,650 (6,0) | 14,300 (5,2) | 14,350 (5,7) | 14,800 (7,3) | 84,700 |
| 6                | Sebastian Krimmer     | MTV Stuttgart            | SW  | 13,750 (5,5) | 12,400 (6,1)       | 13,200 (5,1) | 14,400 (5,2) | 15,300 (6,1) | 14,650 (6,0) | 83,700 |
| 7                | Helge Liebrich        | TV Wetzgau               | SW  | 14,150 (5,7) | 14,100 (5,5)       | 13,400 (5,7) | 14,000 (5,2) | 14,000 (5,3) | 13,900 (5,7) | 83,550 |
| 8                | Ivan Rittschick       | KTV Chemnitz             | SC  | 13,950 (5,7) | 15,250 (6,5)       | 13,550 (5,5) | 13,300 (4,4) | 14,300 (5,6) | 13,200 (6,1) | 83,550 |
| 9                | Christopher Jursch    | SC Cottbus               | BB  | 13,800 (5,6) | 13,000 (5,8)       | 13,750 (5,1) | 14,250 (5,2) | 14,550 (5,8) | 14,050 (6,7) | 83,400 |
| 10               | Waldemar Eichorn      | TV Bous                  | SL  | 13,900 (5,8) | 14,950 (6,5)       | 12,600 (5,1) | 11,950 (3,6) | 13,700 (5,7) | 13,300 (6,3) | 80,400 |
| 11               | Felix Pohl            | VfL Kirchheim unter Teck | SW  | 14,100 (5,9) | 13,450 (5,1)       | 13,400 (4,6) | 13,800 (5,2) | 11,900 (5,0) | 13,050 (5,6) | 79,700 |
| 12               | Sebastian Bock        | KTV Chemnitz             | SC  | 13,450 (5,0) | 12,900 (4,0)       | 12,950 (5,4) | 12,550 (4,4) | 13,850 (5,4) | 13,300 (5,4) | 79,000 |
| 13               | Nils Dunkel           | MTV Erfurt               | TH  | 11,900 (5,8) | 13,600 (6,3)       | 13,650 (6,3) | 13,850 (5,2) | 13,200 (6,0) | 12,300 (5,4) | 78,500 |
| 14               | Florian Lindner       | KTV Chemnitz             | SC  | 12,500 (5,4) | 12,400 (5,4)       | 14,700 (6,2) | 13,450 (5,2) | 13,450 (5,5) | 11,850 (4,8) | 78,350 |
| 15               | Falk Daniel Uhlig     | TG Friesen Klafeld       | WE  | 13,800 (5,5) | 12,750 (4,6)       | 11,950 (4,2) | 13,400 (4,4) | 13,150 (4,7) | 12,850 (4,8) | 77,900 |
| 16               | Alexander Maier       | MTV Stuttgart            | SW  | 13,300 (5,5) | 11,950 (4,8)       | 12,250 (5,6) | 13,600 (5,2) | 13,750 (5,5) | 12,950 (5,1) | 77,800 |
| 17               | Nico Ermert           | TV Freudenberg           | WE  | 12,850 (5,2) | 12,300 (4,0)       | 10,700 (4,5) | 13,100 (4,4) | 13,350 (5,1) | 12,050 (4,9) | 74,350 |
| 18               | Dschamal Mergen       | TV St. Ingbert           | SL  | 12,200 (5,5) | 13,300 (5,0)       | 11,250 (3,7) | 12,850 (4,4) | 12,800 (5,2) | 11,850 (4,5) | 74,250 |
| 19               | Luca Ehrmantraut      | TV Limbach               | SL  | 11,800 (5,4) | 12,500 (5,0)       | 11,950 (4,3) | 13,250 (5,2) | 12,600 (5,1) | 11,850 (5,1) | 73,950 |
| 20               | Fabian Lotz           | TSG Niedergirmes         | HE  | 12,100 (4,9) | 10,800 (5,5)       | 12,250 (4,9) | 12,650 (4,4) | 13,750 (5,4) | 11,650 (5,9) | 73,200 |
| 21               | Peter Seufert         | Eintracht Frankfurt      | He  | 12,000 (4,5) | 12,700 (4,4)       | 11,950 (4,1) | 12,850 (4,4) | 12,800 (4,3) | 10,750 (4,1) | 73,050 |
| 22               | Aaron Wagner          | KTV Straubenhardt        | SW  | 12,850 (5,6) | 11,550 (4,0)       | 11,800 (4,0) | 13,700 (5,2) | 12,800 (5,2) | 10,250 (4,6) | 72,950 |
| 23               | Sebastian Quensell    | Kieler MTV               | SH  | 1,750 (4,4)  | 13,350 (5,6)       | 12,400 (4,1) | 11,750 (3,6) | 11,100 (3,9) | 11,450 (3,9) | 72,800 |
| 24               | Lasse Gauch           | TSV Kronshagen           | SH  | 12,400 (5,4) | 12,350 (4,7)       | 11,700 (3,8) | 11,350 (4,4) | 12,700 (4,1) | 11,450 (4,3) | 71,950 |
| 25               | Lion Sundermann       | Turn-Klubb zu Hannover   | NI  | 10,350 (4,5) | 11,300 (3,2)       | 12,050 (4,4) | 13,000 (4,4) | 12,250 (4,6) | 12,300 (5,4) | 71,250 |
| 26               | Alexander Hellmold    | TUS Vinnhorst            | NI  | 12,450 (4,8) | 11,650 (3,5)       | 11,950 (3,7) | 12,150 (3,6) | 12,650 (3,8) | 10,300 (3,5) | 71,150 |
| 27               | Korbinian Jung        | TV St. Ingbert           | SL  | 13,100 (4,4) | 9,900 (4,2)        | 12,350 (4,2) | 11,400 (3,6) | 13,100 (4,2) | 10,750 (4,0) | 70,600 |
| 28               | Niklas Volk           | TV Wicker                | HE  | 12,200 (3,9) | 11,950 (4,2)       | 11,000 (3,5) | 13,100 (4,4) | 10,450 (3,9) | 10,900 (4,2) | 69,600 |
| 29               | Matthias Fahrig       | SV Halle                 | SA  | 14,550 (7,0) | 11,800 (4,2)       | 0,000 (0,0)  | 15,000 (5,6) | 13,500 (5,9) | 11,950 (5,4) | 66,800 |
| 30               | Julius Rabenstein     | TSV Monheim              | BY  | 12,550 (5,1) | 11,550 (4,4)       | 10,600 (3,2) | 13,300 (5,6) | 9,100 (4,0)  | 9,650 (3,5)  | 66,750 |
| 31               | Thore Gauch           | TSV Kronshagen           | SH  | 12,450 (4,1) | 7,900 (3,5)        | 11,650 (4,0) | 11,300 (3,0) | 12,350 (4,2) | 10,600 (4,5) | 66,250 |
| 32               | Marvin Lauer          | Eintracht Frankfurt      | HE  | 12,450 (4,7) | 10,350 (3,1)       | 10,050 (2,5) | 14,350 (5,6) | 12,550 (4,3) | 5,550 (2,5)  | 65,300 |
| 33               | Fabian Hambüchen      | TSG Niedergirmes         | He  | 14,700 (6,3) | 0,000 (0,0)        | 0,000 (0,0)  | 14,200 (5,6) | 0,000 (0,0)  | 14,850 (6,9) | 43,750 |
| 34               | Jasper Vennemann      | Altonaer TSV             | HA  | 0,000 (0,0)  | 8,850 (3,6)        | 11,800 (4,3) | 0,000 (0,0)  | 12,150 (3,4) | 0,000 (0,0)  | 43,750 |
| Außer Konkurrenz | Anton Fokin           | Usbekistan               | UZB | 14,650 (5,9) | 14,150 (5,4)       | 14,300 (5,6) | 14,200 (5,2) | 15,050 (6,2) | 13,750 (5,3) | 86,100 |
| Außer Konkurrenz | Felix Remuta          | TSV Unterhaching         | BY  | 13,150 (6,1) | 12,800 (4,6)       | 12,200 (4,2) | 14,300 (5,6) | 13,550 (5,3) | 13,200 (4,9) | 79,200 |
| Außer Konkurrenz | Carlo Hörr            | TSV Schmiden             | SW  | 12,650 (5,2) | 13,600 (5,1)       | 13,650 (5,1) | 12,850 (5,2) | 13,900 (5,2) | 11,250 (5,1) | 77,900 |

### Boden
| Platz | Name                  | Verein           | LTV | Wertung (SG) | Punktkorrektur | Punkte |
| ----- | --------------------- | ---------------- | --- | ------------ | -------------- | ------ |
| 1     | Fabian Hambüchen      | TSG Niedergirmes | HE  | 8,825 (6,0)  | 0,0            | 14,825 |
| 2     | Andreas Bretschneider | KTV Chemnitz     | SC  | 8,600 (6,0)  | 0,0            | 14,600 |
| 3     | Marcel Nguyen         | TSV Unterhaching | BY  | 8,575 (6,0)  | −0,1           | 14,475 |
| 4     | Lukas Dauser          | TSV Unterhaching | BY  | 7,850 (5,9)  | −0,1           | 13,650 |
| 5     | Philipp Herder        | Sportclub Berlin | BE  | 6,975 (6,0)  | 0,0            | 12,975 |
| 6     | Matthias Fahrig       | SV Halle         | SA  | 5,475 (6,7)  | −0,3           | 11,875 |

### Pauschenpferd
| Platz | Name             | Verein                 | LTV | Wertung (SG) | Punktkorrektur | Punkte |
| ----- | ---------------- | ---------------------- | --- | ------------ | -------------- | ------ |
| 1     | Waldemar Eichorn | TV Bous                | SL  | 8,500 (6,7)  | 0,0            | 15,200 |
| 2     | Ivan Rittschik   | KTV Chemnitz           | SC  | 7,000 (7,1)  | 0,0            | 14,100 |
| 3     | Philipp Herder   | SC Berlin              | BE  | 7,950 (5,9)  | 0,0            | 13,850 |
| 4     | Helge Liebrich   | TV Wetzlau             | SW  | 8,175 (5,6)  | 0,0            | 13,775 |
| 5     | Andreas Toba     | Turn Klubb zu Hannover | NI  | 7,525 (6,0)  | 0,0            | 13,275 |
| 6     | Nils Dunkel      | MTV Erfurt             | HE  | 7,475 (5,8)  | 0,0            | 13,275 |

### Ringe
| Platz | Name               | Verein                 | LTV | Wertung (SG) | Punktkorrektur | Punkte |
| ----- | ------------------ | ---------------------- | --- | ------------ | -------------- | ------ |
| 1     | Marcel Nguyen      | TSV Unterhaching       | BY  | 8,850 (6,4)  | 0,0            | 15,250 |
| 1     | Andreas Toba       | Turn-Klubb zu Hannover | NI  | 8,850 (6,4)  | 0,0            | 15,250 |
| 3     | Florian Lindner    | KTV Chemnitz           | SC  | 8,550 (6,3)  | 0,0            | 14,850 |
| 4     | Philipp Herder     | SC Berlin              | BE  | 8,225 (6,0)  | 0,0            | 14,225 |
| 5     | Lukas Dauser       | TSV Unterhaching       | BY  | 8,500 (5,3)  | 0,0            | 13,800 |
| 6     | Christopher Jursch | SC Cottbus             | BB  | 8,500 (5,1)  | 0,0            | 13,600 |

### Sprung
| Platz | Name               | Verein              | LTV | 1. Sprung (SG) | 2. Sprung (SG) | Wertung | Punktkorrektur | Punkte |
| ----- | ------------------ | ------------------- | --- | -------------- | -------------- | ------- | -------------- | ------ |
| 1     | Matthias Fahrig    | SV Halle            | SA  | 9,425 (5,6)    |                | 15,025  | 0,0            | 14,912 |
| 1     | Matthias Fahrig    | SV Halle            | SA  |                | 9,200 (5,6)    | 14,800  | 0,0            | 14,912 |
| 2     | Helge Liebrich     | TV Wetzgau          | SW  | 9,025 (5,2)    |                | 14,225  | 0,0            | 14,462 |
| 2     | Helge Liebrich     | TV Wetzgau          | SW  |                | 9,100 (5,6)    | 14,700  | 0,0            | 14,462 |
| 3     | Julius Rabenstein  | TSV Monheim         | BY  | 8,675 (5,6)    |                | 13,575  | 0,0            | 13,575 |
| 3     | Julius Rabenstein  | TSV Monheim         | BY  |                | 8,775 (4,4)    | 12,875  | −0,3           | 13,575 |
| 4     | Christopher Jursch | SC Cottbus          | BB  | 9,200 (5,2)    |                | 14,400  | 0,0            | 13,487 |
| 4     | Christopher Jursch | SC Cottbus          | BB  |                | 8,475 (4,4)    | 12,575  | −0,3           | 13,487 |
| 5     | Luca Ehrmantraut   | TV Limbach          | SL  | 7,525 (5,6)    |                | 13,025  | −0,1           | 13,212 |
| 5     | Luca Ehrmantraut   | TV Limbach          | SL  |                | 8,500 (5,2)    | 13,400  | −0,3           | 13,212 |
| 6     | Marvin Lauer       | Eintracht Frankfurt | HE  | 8,175 (2,8)    |                | 10,675  | −0,3           | 10,675 |
| 6     | Marvin Lauer       | Eintracht Frankfurt | HE  |                | 9,125 (5,2)    | 14,325  | 0,0            | 10,675 |

### Barren
| Platz | Name               | Verein                 | LTV | Wertung (SG) | Punktkorrektur | Punkte |
| ----- | ------------------ | ---------------------- | --- | ------------ | -------------- | ------ |
| 1     | Lukas Dauser       | TSV Unterhaching       | BY  | 9,125 (6,7)  | 0,0            | 15,825 |
| 2     | Marcel Nguyen      | TSV Unterhaching       | BY  | 8,825 (6,9)  | 0,0            | 15,725 |
| 3     | Sebastian Krimmer  | MTV Stuttgart          | SW  | 8,925 (6,1)  | 0,0            | 15,025 |
| 4     | Philipp Herder     | SC Berlin              | BE  | 8,325 (6,4)  | 0,0            | 14,725 |
| 5     | Christopher Jursch | SC Cottbus             | BB  | 8,575 (5,8)  | 0,0            | 14,375 |
| 6     | Andreas Toba       | Turn-Klubb zu Hannover | NI  | 7,475 (6,2)  | 0,0            | 13,675 |

### Reck
| Platz | Name                  | Verein                 | LTV | Wertung (SG) | Punktkorrektur | Punkte |
| ----- | --------------------- | ---------------------- | --- | ------------ | -------------- | ------ |
| 1     | Fabian Hambüchen      | TSG Niedergirmes       | HE  | 8,075 (6,3)  | 0,0            | 14,375 |
| 2     | Lukas Dauser          | TSV Unterhaching       | BY  | 8,450 (5,8)  | 0,0            | 14,250 |
| 3     | Sebastian Krimmer     | MTV Stuttgart          | SW  | 8,125 (5,9)  | 0,0            | 14,025 |
| 4     | Andreas Toba          | Turn-Klubb zu Hannover | NI  | 7,200 (6,8)  | 0,0            | 14,000 |
| 5     | Christopher Jursch    | SC Cottbus             | BB  | 6,500 (6,4)  | 0,0            | 12,900 |
| 6     | Andreas Bretschneider | KTV Chemnitz           | SC  | 6,000 (5,5)  | 0,0            | 11,500 |

## Wettbewerbe der Damen

### Mehrkampf
| Platz | Name             | Verein                  | LTV | Sprung (SG)  | Stufenbarren (SG) | Schwebebalken (SG) | Boden (SG)   | Punkte |
| ----- | ---------------- | ----------------------- | --- | ------------ | ----------------- | ------------------ | ------------ | ------ |
| 1     | Sophie Scheder   | TUS Chemnitz-Altendorf  | SC  | 13,850 (5,0) | 15,500 (6,6)      | 14,350 (5,6)       | 13,750 (5,2) | 57,450 |
| 2     | Elisabeth Seitz  | MTV Stuttgart           | SW  | 13,600 (5,0) | 15,400 (6,6)      | 14,300 (5,6)       | 13,700 (5,4) | 57,000 |
| 3     | Pauline Schäfer  | TUS Chemnitz-Altendorf  | SC  | 14,600 (5,4) | 13,800 (5,3)      | 14,100 (6,0)       | 14,450 (5,6) | 56,950 |
| 4     | Kim Bui          | MTV Stuttgart           | SW  | 13,950 (5,0) | 14,700 (6,2)      | 14,150 (5,4)       | 14,050 (5,6) | 56,850 |
| 5     | Tabea Alt        | MTV Ludwigsburg         | SW  | 14,500 (5,8) | 14,400 (5,8)      | 14,650 (5,9)       | 13,000 (6,1) | 56,550 |
| 6     | Leah Grießer     | TG Neureut              | BA  | 13,600 (4,6) | 14,350 (5,8)      | 13,400 (5,3)       | 13,850 (5,5) | 55,200 |
| 7     | Sarah Voss       | TZ DSHS Köln            | RL  | 13,550 (5,0) | 13,250 (5,4)      | 13,750 (5,5)       | 13,400 (5,3) | 53,950 |
| 8     | Nadja Schulze    | SV Halle                | SA  | 12,850 (4,4) | 13,500 (5,4)      | 14,000 (5,7)       | 13,550 (5,2) | 53,900 |
| 9     | Carina Kröll     | TSV Berkheim            | SW  | 12,600 (4,4) | 13,350 (5,3)      | 13,350 (5,1)       | 13,700 (5,3) | 53,000 |
| 10    | Pauline Tratz    | TSV Rintheim            | BA  | 14,100 (5,8) | 11,950 (5,0)      | 12,500 (5,0)       | 14,150 (5,5) | 52,700 |
| 11    | Amélie Föllinger | TSG Haßloch             | PF  | 13,750 (5,0) | 12,250 (5,3)      | 13,050 (5,3)       | 13,550 (5,6) | 52,600 |
| 12    | Maike Enderle    | TSV Weingarten          | BA  | 13,400 (5,0) | 14,250 (5,8)      | 11,800 (5,1)       | 12,650 (5,3) | 52,100 |
| 13    | Rebecca Matzon   | TV Bodenheim            | RH  | 12,550 (4,4) | 13,250 (5,8)      | 13,200 (5,1)       | 12,850 (5,2) | 51,850 |
| 14    | Lina Philipp     | VfL Eintracht Hannover  | NI  | 12,000 (5,0) | 14,350 (5,9)      | 10,700 (5,8)       | 12,950 (4,9) | 50,000 |
| 15    | Marlene Bindig   | Dresdner SC             | SC  | 13,050 (4,4) | 11,250 (3,2)      | 12,900 (4,6)       | 12,700 (5,2) | 49,900 |
| 16    | Antonia Alicke   | TG Böckingen            | SW  | 12,400 (5,2) | 12,750 (5,0)      | 12,350 (5,1)       | 12,050 (5,3) | 49,550 |
| 17    | Lynn Schwäke     | TSV Kronshagen          | SH  | 13,500 (4,8) | 10,150 (2,1)      | 11,550 (3,9)       | 12,200 (4,9) | 47,400 |
| 18    | Sarina Maier     | TB Neckarhausen         | SW  | 12,250 (4,4) | 10,550 (3,1)      | 11,450 (3,9)       | 12,300 (4,5) | 46,550 |
| 19    | Sonja Fischer    | TuS Traunreut           | BY  | 12,850 (4,4) | 8,750 (2,7)       | 10,500 (4,3)       | 12,900 (5,0) | 45,000 |
| 20    | Michelle Timm    | Sportclub Berlin        | BE  | 14,050 (5,4) | 0,000 (0,0)       | 12,100 (4,8)       | 13,400 (5,2) | 39,550 |
| 21    | Lina Dreiß       | Hanseturnverein Rostock | MV  | 0,000 (0,0)  | 12,150 (4,6)      | 0,000 (0,0)        | 0,000 (0,0)  | 12,150 |

### Sprung
| Platz | Name           | Verein           | LTV | 1. Sprung (SG) | 2. Sprung (SG) | Wertung | Punktkorrektur | Punkte |
| ----- | -------------- | ---------------- | --- | -------------- | -------------- | ------- | -------------- | ------ |
| 1     | Pauline Tratz  | TSV Rintheim     | BA  | 8,600 (5,8)    |                | 14,100  | −0,3           | 13,716 |
| 1     | Pauline Tratz  | TSV Rintheim     | BA  |                | 8,933 (4,4)    | 13,333  | 0,0            | 13,716 |
| 2     | Michelle Timm  | Sportclub Berlin | BE  | 8,500 (5,0)    |                | 13,500  | 0,0            | 13,616 |
| 2     | Michelle Timm  | Sportclub Berlin | BE  |                | 8,733 (5,0)    | 13,733  | 0,0            | 13,616 |
| 2     | Tabea Alt      | MTV Ludwigsburg  | SW  | 8,000 (5,8)    |                | 13,800  | 0,0            | 13,616 |
| 2     | Tabea Alt      | MTV Ludwigsburg  | SW  |                | 8,833 (4,6)    | 13,433  | 0,0            | 13,616 |
| 2     | Antonia Alicke | TG Böckingen     | SW  | 8,500 (5,2)    |                | 13,700  | 0,0            | 13,616 |
| 2     | Antonia Alicke | TG Böckingen     | SW  |                | 8,733 (4,3)    | 13,533  | 0,0            | 13,616 |
| 5     | Lynn Schwäke   | TSV Krolshagen   | SH  | 8,700 (4,8)    |                | 13,500  | 0,0            | 13,300 |
| 5     | Lynn Schwäke   | TSV Krolshagen   | SH  |                | 8,500 (4,6)    | 13,100  | 0,0            | 13,300 |
| 6     | Sonja Fischer  | TuS Traunreut    | BY  | 8,633 (4,4)    |                | 13,033  | 0,0            | 12,883 |
| 6     | Sonja Fischer  | TuS Traunreut    | BY  |                | 8,533 (4,2)    | 12,733  | 0,0            | 12,883 |

### Stufenbarren
| Platz | Name            | Verein                 | LTV | Wertung (SG) | Punktkorrektur | Punkte |
| ----- | --------------- | ---------------------- | --- | ------------ | -------------- | ------ |
| 1     | Elisabeth Seitz | MTV Stuttgart          | SW  | 8,766 (6,8)  | 0,0            | 15,566 |
| 2     | Sophie Scheder  | TUS Chemnitz-Altendorf | SC  | 8,900 (6,6)  | 0,0            | 15,500 |
| 3     | Kim Bui         | MTV Stuttgart          | SW  | 8,633 (6,3)  | 0,0            | 14,933 |
| 4     | Tabea Alt       | MTV Ludwigsburg        | SW  | 8,666 (5,9)  | 0,0            | 14,566 |
| 5     | Lina Philipp    | VfL Eintracht Hannover | NI  | 8,400 (5,9)  | 0,0            | 14,300 |
| 5     | Leah Grießer    | TG Neureut             | BA  | 8,500 (5,8)  | 0,0            | 14,300 |

### Schwebebalken
| Platz | Name            | Verein                 | LTV | Wertung (SG) | Punktkorrektur | Punkte |
| ----- | --------------- | ---------------------- | --- | ------------ | -------------- | ------ |
| 1     | Pauline Schäfer | TUS Chemnitz-Altendorf | SC  | 9,133 (6,0)  | 0,0            | 15,133 |
| 2     | Sophie Scheder  | TUS Chemnitz-Altendorf | SC  | 8,666 (5,6)  | 0,0            | 14,266 |
| 3     | Elisabeth Seitz | MTV Stuttgart          | SW  | 8,733 (5,5)  |                | 14,233 |
| 4     | Nadja Schulze   | SV Halle               | SA  | 8,200 (5,6)  |                | 13,800 |
| 5     | Kim Bui         | MTV Stuttgart          | SW  | 8,233 (5,5)  |                | 13,733 |
| 6     | Tabea Alt       | MTV Ludwigsburg        | SW  | 7,833 (5,9)  | −0,1           | 13,633 |

### Boden
| Platz | Name            | Verein                 | LTV | Wertung (SG) | Punktkorrektur | Punkte |
| ----- | --------------- | ---------------------- | --- | ------------ | -------------- | ------ |
| 1     | Pauline Schäfer | TUS Chemnitz-Altendorf | SC  | 8,633 (5,7)  | 0,0            | 14,333 |
| 2     | Kim Bui         | MTV Stuttgart          | SW  | 8,600 (5,7)  | −0,1           | 14,200 |
| 3     | Pauline Tratz   | TSV Rintheim           | BA  | 8,533 (5,6)  | 0,0            | 14,133 |
| 4     | Elisabeth Seitz | MTV Stuttgart          | SW  | 8,633 (5,4)  | −0,3           | 13,733 |
| 4     | Carina Kröll    | TSV Berkheim           | SW  | 8,433        |                | 13,733 |
| 6     | Leah Grießer    | TG Neureut             | BA  | 8,566 (0,3)  |                | 13,666 |